# Роздуття

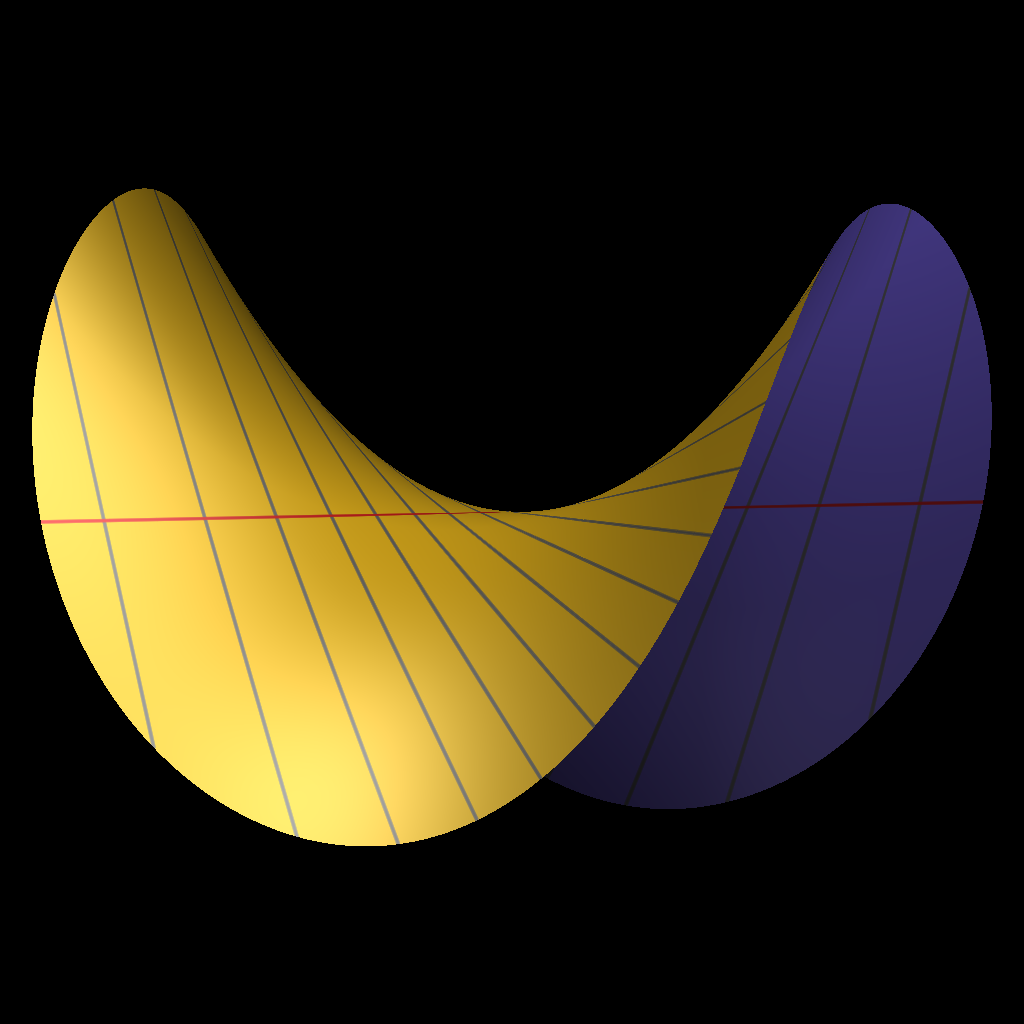
Окіл точки в дійсній площині після роздуття. Червоним кольором показано виняткову криву. Сині прямі до роздуття проходили через роздуту точку. Кожна точка виняткової червоної кривої відповідає єдиній синій прямій. При прямуванні до нескінченності уздовж двох напрямків виняткової кривої сині прямі загинаються під протилежними кутами, і видно, що на нескінченності вони склеяться з перекрутом, утворюючи стрічку Мебіуса.

Роздуття (також сигма-процес або моноїдальне перетворення) — операція в алгебричній геометрії. У найпростішому випадку воно, грубо кажучи, полягає в заміненні точки множиною всіх прямих, що проходять через неї.

## Роздуття площини в точці
Нехай {\displaystyle \mathrm {P} ^{2}} — проєктивна площина, а {\displaystyle {\check {\mathrm {P} ^{2}}}} — двоїста проєктивна площина, точки якої відповідають прямим початкової площини. Точки декартового добутку {\displaystyle \mathrm {P} ^{2}\times {\check {\mathrm {P} ^{2}}}} — це пари {\displaystyle (x,\ell )}, де {\displaystyle x} - точка площини, a {\displaystyle \ell } - пряма в тій самій площині. Умова {\displaystyle x\in \ell } того, що точка лежить на прямій, у координатних термінах описується як занулення лінійної форми на векторі, так що множина {\displaystyle \left\{(x,\ell )\colon x\in \ell \right\}\subset \mathrm {P} ^{2}\times {\check {\mathrm {P} ^{2}}}} є алгебричним многовидом. Більш того, оскільки добуток проєктивних просторів укладається в проєктивний простір достатньо великої розмірності за допомогою вкладення Сегре, він є також і проєктивним многовидом. Його називають многовидом інцидентності. Позначимо його через {\displaystyle I}. Зафіксуємо точку {\displaystyle x_{0}\in \mathrm {P} ^{2}}, розглянемо многовид {\displaystyle F_{x_{0}}=\{(x,\ell )\colon x_{0}\in \ell \}} і його перетин {\displaystyle F_{x_{0}}\cap I} із многовидом інцидентності. Розглянемо обмеження проєкції {\displaystyle \mathrm {P} ^{2}\times {\check {\mathrm {P} ^{2}}}\to \mathrm {P} ^{2}} на цей перетин. Якщо точка {\displaystyle x\in \mathrm {P} ^{2}} відмінна від точки {\displaystyle x_{0}}, то шар проєкції над нею складається з єдиної точки {\displaystyle (x,\ell )}, де {\displaystyle \ell } - пряма, що проходить через точки {\displaystyle x} і {\displaystyle x_{0}}. З іншого боку, шар над самою точкою {\displaystyle x_{0}} складається з усіх прямих, які через неї проходять. Многовид {\displaystyle F_{x_{0}}\cap I} позначають {\displaystyle \mathrm {Bl} _{x_{0}}(\mathrm {P} ^{2})} і називають роздуттям площини {\displaystyle \mathrm {P} ^{2}} у точці {\displaystyle x_{0}}. Таким чином, це роздуття відрізняється від площини тим, що одну з точок у ньому замінено прямою. У разі, коли проєктивну площину визначено над полем комплексних чисел, проєктивна пряма є сферою Рімана, що й пояснює назву. Вклеювана пряма називають винятковою кривою і традиційно позначають {\displaystyle E_{x_{0}}}. Вона відрізняється від звичайних прямих тією властивістю, що не допускає аналітичних деформацій.
Нехай {\displaystyle C} — алгебрична крива, що проходить через точку {\displaystyle x_{0}}. Теоретико-множинний прообраз {\displaystyle C} відносно проєкції {\displaystyle \mathrm {Bl} _{x_{0}}\to \mathrm {P} ^{2}} містить виняткову криву {\displaystyle E_{x_{0}}} і називається повним прообразом. Тим самим повний прообраз не є незвідним, навіть якщо початкова крива була незвідною. Однак, якщо прообразом точки {\displaystyle x_{0}} брати тільки ті пари {\displaystyle (x_{0},\ell )}, де {\displaystyle \ell } — дотична до однієї з гілок кривої в цій точці, то прообраз незвідної кривої буде незвідним. Такий прообраз називають власним прообразом. Якщо {\displaystyle x_{0}} — гладка точка кривої, то власний прообраз буде ізоморфним самій кривій. Якщо ж крива мала особливість у цій точці, то власний прообраз буде відрізнятися. Наприклад, власний прообраз декартової кубики під час роздуття в початку координат є гладкою раціональною кривою.

## Здуття кривих

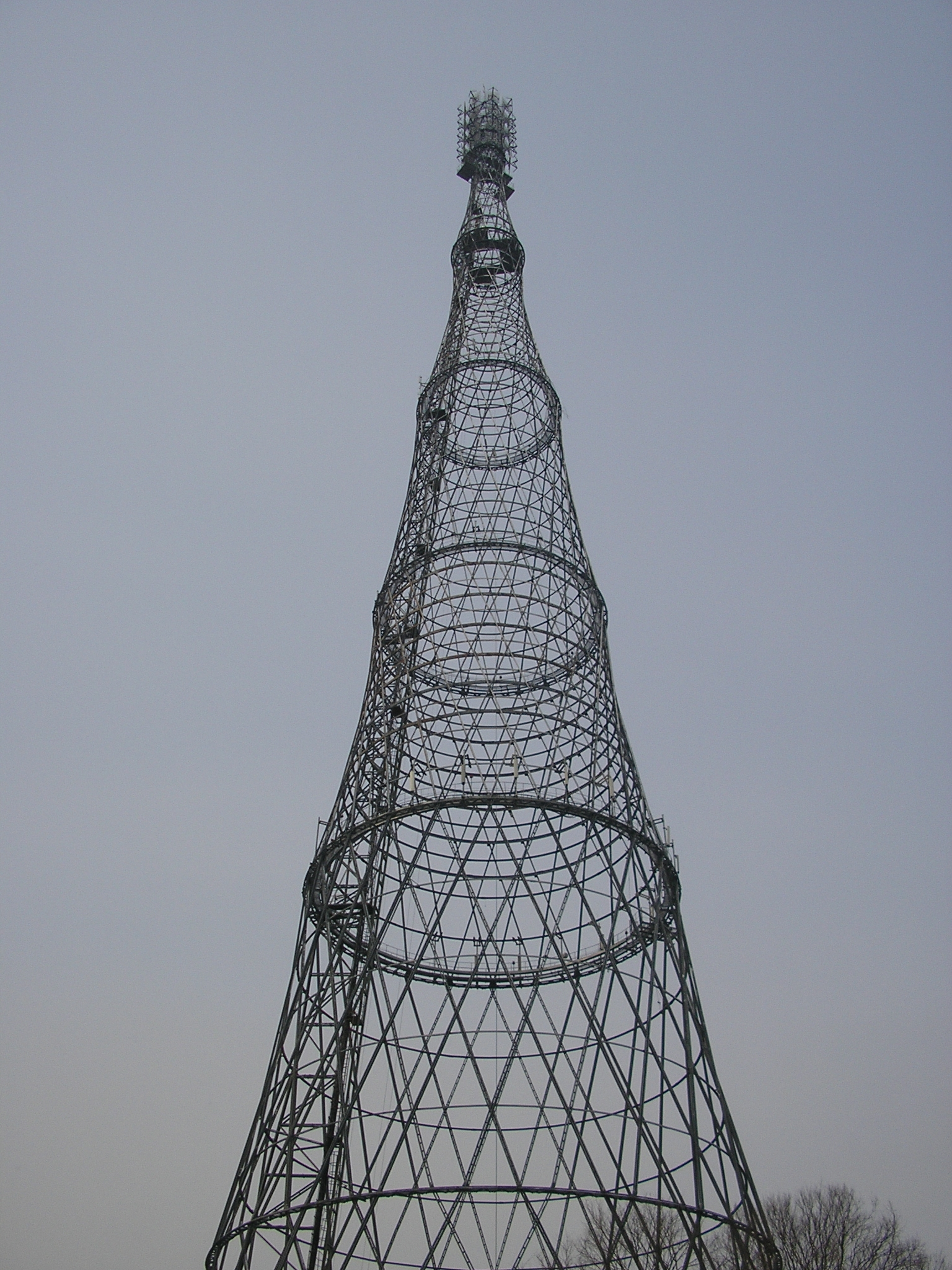
Секція вежі Шухова - підмножи́ни дійсних квадрик. Балки, з яких її складено, є кривими, що здуваються під час проєктування на площину з їх перехрестя.

Зауважимо, що описану вище конструкцію можна виконати в межах афінної карти. Значить, можна говорити про роздуття будь-якої алгебричної поверхні (або, загальніше, комплексної поверхні). Топологічно роздуття влаштовано так: у точки {\displaystyle x_{0}} вирізається малий окіл, що має вигляд чотиривимірної кулі, і до його межі — тривимірної сфери - приклеюється двовимірна сфера за допомогою відображення Гопфа. Роздуття дійсної поверхні полягає у вирізанні невеликого диска і приклеювання до його межі, кола, стрічки Мебіуса.
Зауважимо, що роздуття не є справжнім відображенням, а лише раціональним відображенням: роздуття не визначено коректно в роздуваній точці. При цьому зворотна операція, звана здуттям або стяганням, добре визначена. Російський геометр О. І. Бондал формулював це так: "за визначенням, роздуття - це операція, протилежна здуттю».
Не будь-яку раціональну криву на поверхні можна здути. Наприклад, на площині ніяка крива не допускає здуття, оскільки невелика зміна коефіцієнтів її рівняння дає деформацію кривої, яких у виняткових кривих роздуттів бути не може. Критерій здуваності кривої на алгебричній поверхні, відкритий Г. Кастельнуово, є одним з класичних досягнень італійської школи.
| Раціональна крива на алгебричній поверхні здуванна до гладкої точки тоді й лише тоді, коли її нормальне розшарування ізоморфне тавтологічному. Г. Кастельнуово. |

Наприклад, якщо роздути на проєктивній площині дві точки, то власний прообраз прямої, що проходить через них, буде здуванним. Після його здуття виходить квадрика. Пучки прямих, що проходять через ці дві точки, за такого перетворення перейдуть у два сімейства прямих на квадриці. Зворотне перетворення можна наочно описати так. Розглянемо квадрику {\displaystyle Q} в тривимірному проєктивному просторі і точку {\displaystyle x} на ній, а також якусь площину {\displaystyle \Pi }, що не проходить через {\displaystyle x}. Зіставимо точці {\displaystyle y\in Q} точку перетину прямої {\displaystyle xy} із площиною {\displaystyle \Pi }. Щоб ця операція була коректно визначеною в точці {\displaystyle x}, потрібно спочатку роздути в ній квадрику. Проєкція {\displaystyle \mathrm {Bl} _{x}(Q)\to \Pi } добре визначена і взаємно-однозначна поза двох прямих на квадриці, що проходять через центр проєкції. Таким чином, проєкція здуває ці прямі в дві точки.
Критерій Кастельнуово корисний для класифікації алгебраїчних поверхонь: після всіх можливих здуттів виходить так звана мінімальна модель алгебричної поверхні, такі поверхні класифікувати вже неважко. Також здуття корисні в інших питаннях алгебричної геометрії поверхонь: наприклад, двовимірна група Кремони (група раціональних перетворень проєктивної площини) породжується композиціями роздуттів і здуттів.
На алгебричній поверхні можна роздути лише скінченне число точок. Проте, можна імітувати роздуття площини у всіх точках, розглянувши границі ґраток Нерона — Севері за всіма можливими роздуттями. Отриманий об'єкт називаються простором Пікара — Маніна. Це нескінченновимірний простір Мінковського, на якому діє група Кремони. Французькі геометри С. Кант і С. Ламі довели, розглянувши цю дію, що група Кремони не є простою.

## Роздуття схем
Найплідніший опис роздуттів у вищих розмірностях наведено в теорії схем. Наприклад, якщо {\displaystyle X} — проєктивна схема, a {\displaystyle {\mathcal {I}}} — когерентний пучок ідеалів на ній, то роздуттям схеми в ідеалі називають схему {\displaystyle \mathrm {Bl} _{\mathcal {I}}(X)} разом з відображенням схем {\displaystyle \pi \colon \mathrm {Bl} _{\mathcal {I}}(X)\to X} таким, що, по-перше, пучок {\displaystyle \pi ^{-1}({\mathcal {I}})\cdot {\mathcal {O}}_{\mathrm {Bl} _{\mathcal {I}}(X)}} оборотний, а по-друге, будь-який морфізм {\displaystyle f\colon Y\to X} такий, що пучок {\displaystyle f^{-1}({\mathcal {I}})\cdot {\mathcal {O}}_{Y}} оборотний, єдиним чином пропускається через морфізм {\displaystyle \pi }. Ця універсальна властивість визначає роздуття єдиним чином. Явно роздуття визначає конструкція Proj як {\displaystyle \mathrm {Proj} \bigoplus _{i=0}^{+\infty }{\mathcal {I}}^{i}}. Коли кажуть про роздуття в замкнутій підсхемі, мають на увазі роздуття в пучку ідеалів, який визначає цю підсхему. Підсхема, в якій відбувається роздуття, називається центром роздуття. Підмноговид, що з'являється після роздуття, завжди буде дивізором, який називають винятковим дивізором.
Це визначення дозволяє роздувати в будь-якій замкнутій підсхемі. Якщо схема була гладким многовидом, а центр роздуття - її гладким підмноговидом, те, що відбувається топологічно, можна описати як вирізання малого околу центра роздуття і вклеювання проєктівізації його нормального розшарування, яке на кожному шарі виглядає як узагальнене розшарування Гопфа. За роздуття в гладкому центрі в корозмірності один нічого не відбувається. Якщо ж центр не був гладким підмноговидом, то многовид, взагалі кажучи, зміниться. Прикладом є роздуття негладких кривих в особливих точках, описані вище геометрично. Роздуття схеми {\displaystyle X} у всій схемі {\displaystyle X} є порожньою схемою. У цьому випадку проблема з термінологією, артикульована Бондалом, стоїть особливо гостро: «відображення» роздуття не визначене навіть локально, а відображення здуття є тавтологічним включенням порожньої підсхеми.
Роздуття з центрами в підмноговидах широко використовують в алгебраїчній геометрії. Так, В. О. Ісковських використовував роздуття під час класифікації тривимірних многовидів Фано індексу 1 з групою Пікара, ізоморфною {\displaystyle \mathbb {Z} }. Непроєктивний многовид Хіронаки виходить послідовними роздуттями точок і кривих у тривимірному проєктивному многовиді і подальшим склеюванням.

## У масовій культурі
Роздуття іноді є предметом математичних жартів, перш за все через свою неформальну назву. В англомовній традиції роздуття називають англ. blow-up, що також можна перекласти як «вибух» (це слово використовується в математичній англійській і в інших контекстах - наприклад, для опису розв'язків диференціальних рівнянь, які прямують на нескінченність за скінченний час). Таким чином, вираз «роздути площину в восьми точках» (англ. blow up eight points on a plane) можна перекласти як «підірвати вісім точок в літаку». Ця неоднозначність є предметом популярної в математичній спільноті міської легенди про алгебричних геометрів, затриманих в аеропорту за обговоренням роздуття.